# Pont Belgrano
El pont Belgrano o pont General Belgrano és un viaducte sobre la Ruta Nacional 16 en el tram argentí del riu Paraná que uneix les ciutats de Resistencia (a la Província del Chaco) i Corrientes (a la província homònima), pocs quilòmetres després de la desembocadura de l riu Paraguai; la l'extrem del costat del Chaco és sota jurisdicció del municipi de Colonia Benítez, en el poblat conegut com San Pedro Pescador. Va ser el primer pont argentí a sortejar el riu Paraná i el segon nexe de comunicació efectiva entre la Mesopotamia i el país, després del túnel subfluvial Raúl Uranga - Carlos Sylvestre Begnis, inaugurat el 1969. La seva construcció va trencar el virtual aïllament en què es trobaven les províncies de Corrientes i Misiones de la resta del territori argentí. La seva inauguració es va realitzar el 10 de maig de 1973 pel president de facto Alejandro Agustín Lanusse, i va ser batejat en honor de l'advocat i militar argentí Manuel Belgrano.
El pont va tenir un alt impacte en les economies de les regions, potenciant a la ciutat de Resistència com a nus de comunicacions de el nord-est argentí, i vinculant de forma efectiva les províncies de la Mesopotamia. És així mateix una atracció turística, per les seves dimensions i enginyeria. També va possibilitar el viaducte una interacció molt més fluida entre el Gran Resistencia i el Gran Corrientes, permetent que nombrosos grups de treballadors i estudiants visquin en una província i tinguin les seves activitats diàries en l'altra.
Des de mitjans dels anys 1990 el trànsit és superior a l'aconsellable, pel que està previst la construcció d'un segon pont alguns quilòmetres més a sud del mateix. L'any 2014 segons dades de la Dirección Nacional de Vialidad, hi circularen diàriament uns 23.200 vehicles. El 2017 s'estimà en 7,8 milions els vehicles que hi circularen, de mitjana 21.400 al dia.
Així mateix, els governs de les províncies de Corrientes i Santa Fe estan plantejant la construcció d'un nou viaducte en un punt intermedi entre el General Belgrano i el Túnel Santa Fe-Paraná, amb la finalitat d'unir les urbs de Goya a Corrientes i Reconquista a Santa Fe. Aquest viaducte tindria els seus extrems a les ciutats de Lavalle (Corrientes) i Avellaneda (Santa Fe) i representaria una connexió més ràpida per a aquestes províncies i aquestes metròpolis, a més d'una via de sortida més ràpida per al transport de càrregues d'aquesta regió.

## Disseny

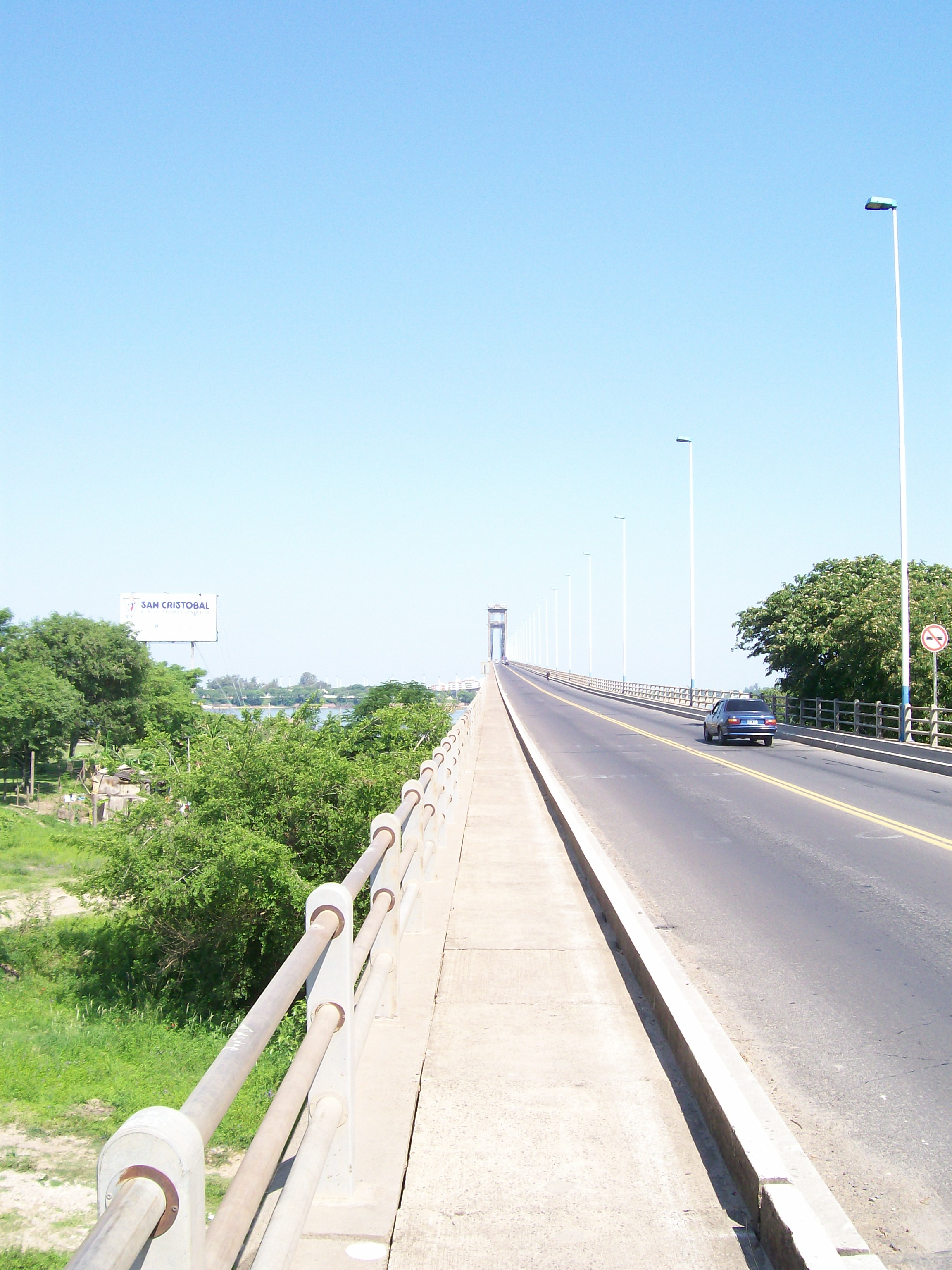
El pont vist des de la capçalera sobre la província de Chaco.

La seva longitud és de 1.700 m, i s'alça, amb un gàlib, fins a uns 35 m per sobre del nivell mitjà de les màximes crescudes, permetent la navegació de bucs d'alt port. Té una calçada de 8,30 metres d'ample i dues senderes voreres de 1,8 m cadascuna.
Les empreses contractistes van ser Ferrocemento S.A., Empresa Umberto Girola i Impresit-Sideco S.A. que guanyaren la licitació el 1967. La seva construcció va començar el mes de desembre de 1968.
A la riba del Chaco hi ha diversos diversos rierols i llacunes que discorren més o menys paral·lels al Paraná, per la qual cosa hi ha diversos ponts de menor extensió immediatament després del pont sobre la ruta nacional 16, que en ocasió de la construcció del pont va ser ampliada per arribar fins a la banda del pont a Corrientes.

## Les capçaleres del pont
El pont entra directament a la ciutat de Corrientes enllaçant amb l'avinguda 3 de Abril, que desemboca a la Ruta Nacional 12. Sobre la riba del Chaco la configuració del terreny impedeix el poblament humà, encara que sobre la costa hi ha una estreta franja de terres habitables on s'ha format un barri de pescadors conegut com San Pedro Pescador.
Sobre el costat del Chaco, uns 3 km abans de l'extrem del pont, es troba l'estació de peatge de l'empresa concessionària responsable del manteniment de vorals i accessos, però el manteniment del pont li correspon a l'estat nacional.
A cada extrem es col·locaren dues escultures commemoratives. Als peus de la l'extrem de Corrientes, i acompanyat d'una important placeta, va ser emplaçat un monument al General Manuel Belgrano, el qual va ser situat mirant cap a l'obra que porta el seu nom. Aital escultura és l'escenari cèntric dels actes commemoratius al dia de la Bandera Argentina o d'aniversari de la inauguració del pont. Mentre que del costat del Chaco, s'hi col·locà una escultura feta en metall per commemorar a les persones que van treballar i van donar la seva vida en la concreció del pont. La mateixa representa una figura humana, assenyalant des de la província del Chaco, l'objectiu final de l'obra: la ciutat de Corrientes. Aquesta figura va ser realitzada en alumini, barrejant-se amb materials utilitzats en l'obra, com ser l'engranatge que forma el cap de la figura, la fulla de serra radial sostinguda per la mà esquerra del ninot, amb la qual assenyala a Corrientes, el martell, l'engranatge i l'ancora situats als peus de la figura. Durant molt temps, aquesta escultura es trobava en estat d'abandó, a causa de la seva ubicació en les instal·lacions de l'antic obrer del pont, però finalment, amb el traspàs d'aquests terrenys a l'empresa provincial d'aigua del Chaco SAMEEP, es va donar pas a la restauració d'aquesta escultura, sent rescatada del seu estat de deterioració

## El tall de pont com a mètode de protesta
En els últims anys en nombroses ocasions s'ha produït el tall del pont interprovincial com a mètode per reclamar diverses qüestions socials a ambdues ribes, amb conseqüents trastorns econòmics i socials que provoca impedir la circulació pel mateix. La més recordada va ser la que va provocar la caiguda del governador de Corrientes Pedro Braillard Poccard el 1999, i que va derivar en una intervenció federal de la província per part del govern de Fernando de la Rúa. En l'episodi van morir dues persones i 28 van resultar ferides de bala.Després d'haver estat assenyalat com a responsable de la mort de Francisco Escobar, de 25 anys, i Mauro Ojeda, de 29, el radical Federico Storani renuncià al seu càrrec de ministre de Seguretat al març de 2001. També va ser responsabilitzat el radical Ramón Mestre.

## Galeria d'imatges

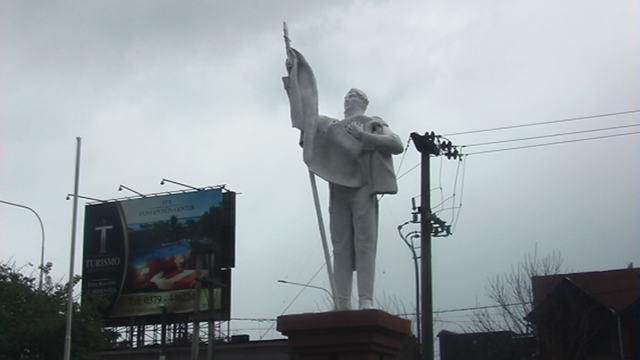
Monument al General Manuel Belgrano, ubicat a la Ciutat de Corrientes, als peus de la capçalera de el pont que porta el seu nom.
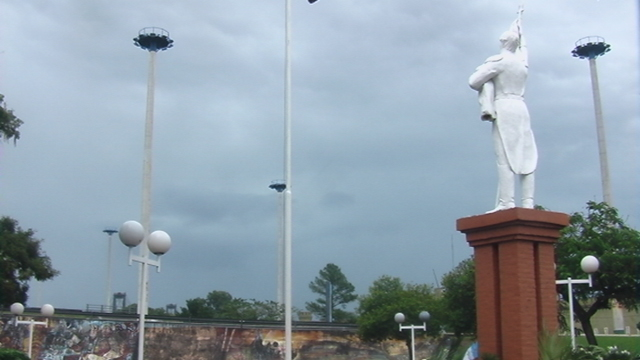
Vista del darrere, del Monument al General Manuel Belgrano, mirant des de la Ciutat de Correntes, cap al pont.
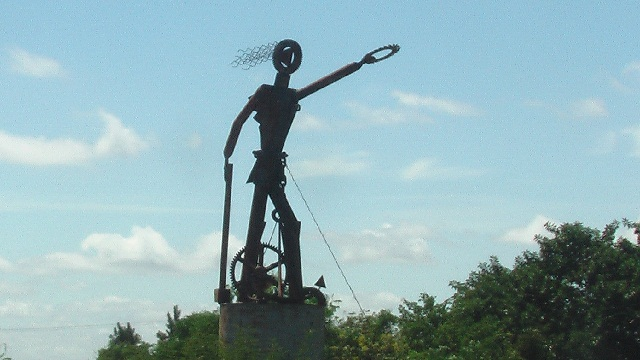
Escultura realitzada en ferro, per homenatjar els treballadors del Pont General Belgrano, situat sobre el costat del Chaco.
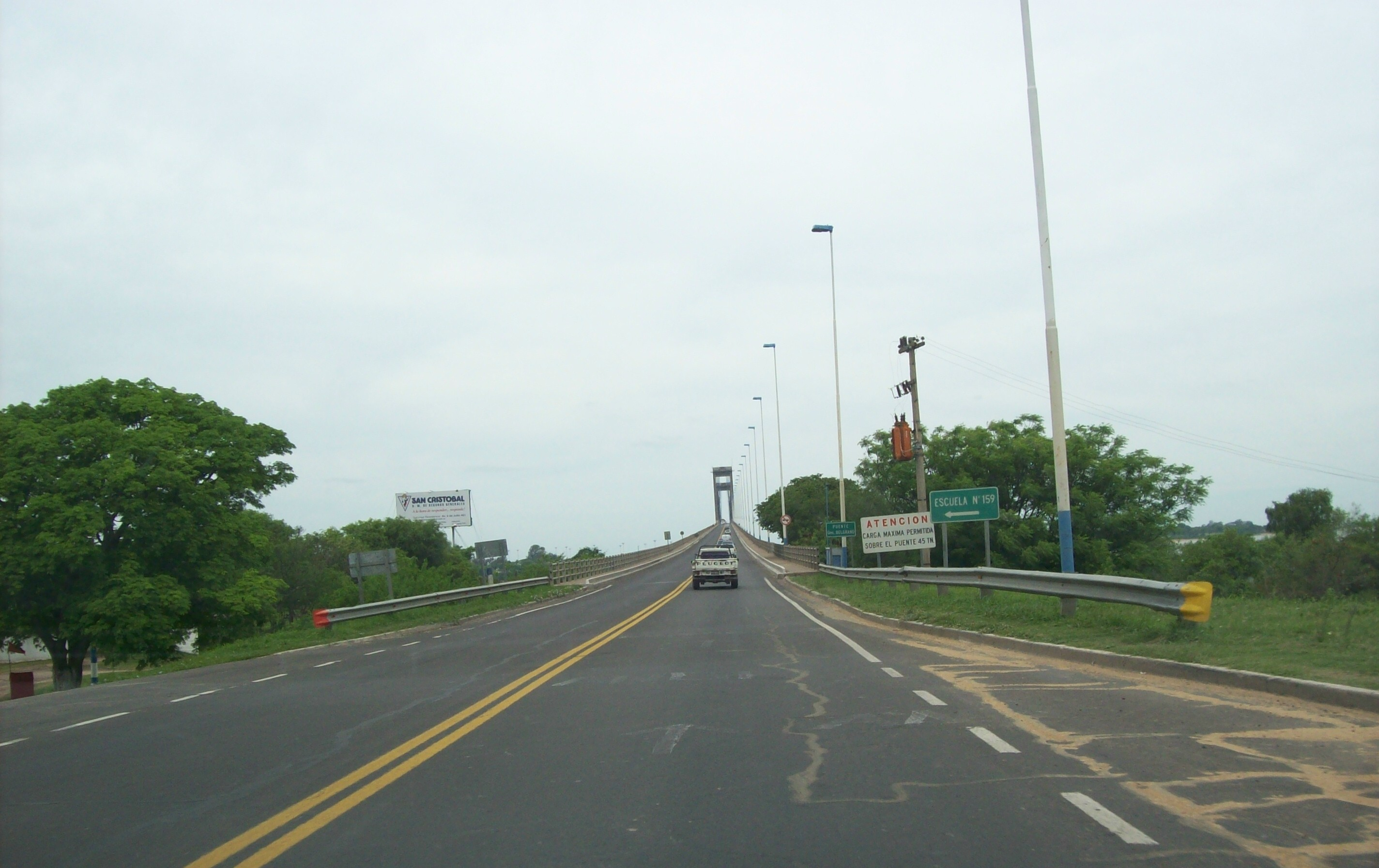
Accés a el Pont per RN 16, des del costa del Chaco. A l'esquerra, l'accés a San Pedro Pescador.
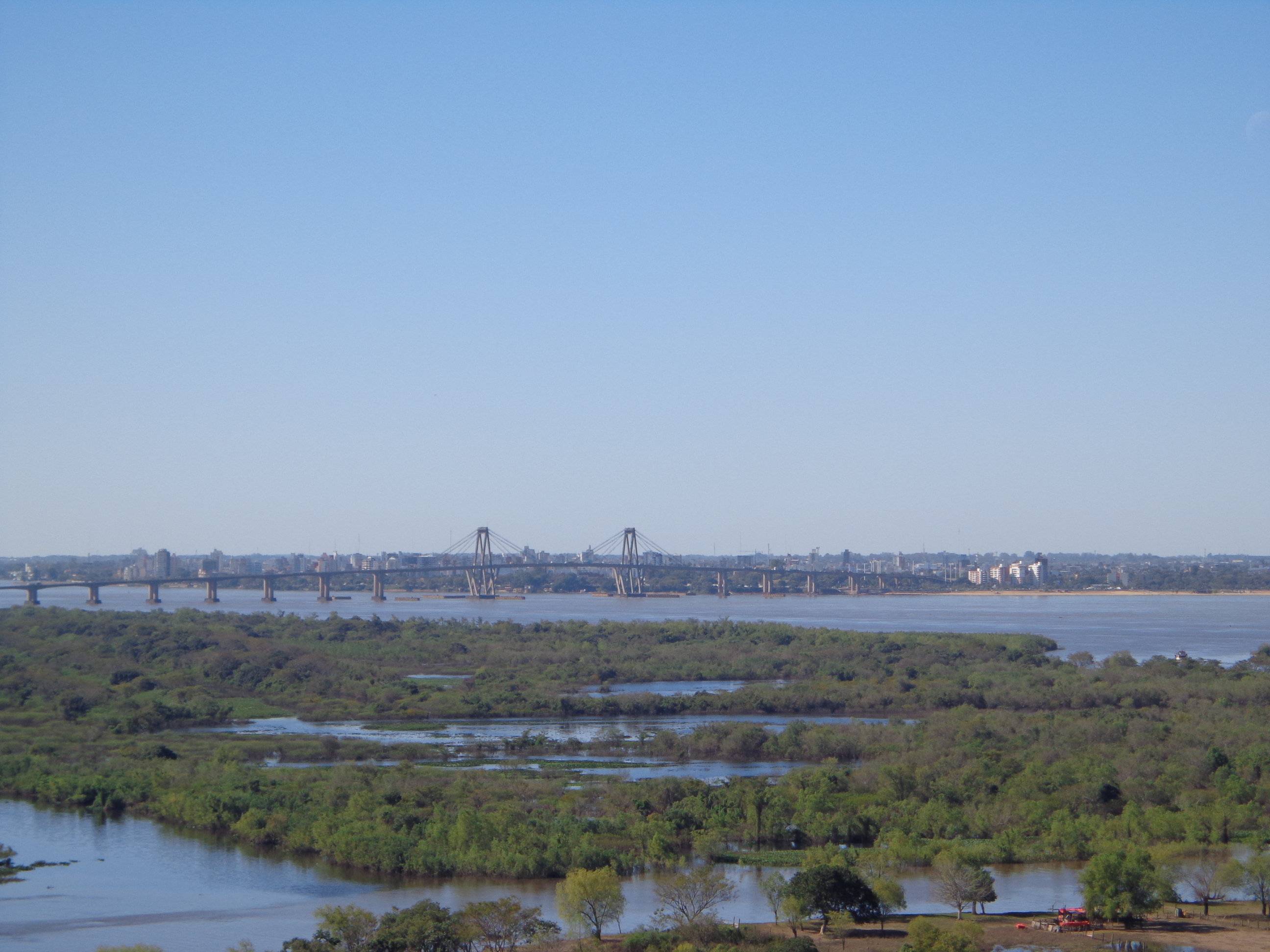
El pont General Belgrano vist des de les sitges de Barranqueras.